# Risotto alla tinca
Il risotto alla tinca è un piatto tradizionale del lago di Massaciuccoli, in particolare del paese di Torre del Lago Puccini (comune di Viareggio), diffusa anche in altre città lacustri italiane.

## Origine
Anticamente, riso e pesce di lago erano alimenti base delle popolazioni dell'area del Massaciuccoli, le cui acque erano abbndantemente popolate da questo pesce fino agli anni sessanta. 
Tra i maggiori estimatori di questo piatto, va menzionato il compositore Giacomo Puccini, come si sa da alcune lettere indirizzate a Isola Nencetti Vallini, sua cuoca preferita. 
Il maestro fu appassionato cacciatore e raffinato buongustaio amante della cacciagione, e visse molti anni a Villa Puccini sulle sponde del lago di Massaciuccoli dove praticava la caccia a bordo di una piccola barca. 
Oggi il risotto con le tinche è diventata una pietanza assai meno diffusa così come questi pesci, a causa dell'inquinamento del lago e dell'introduzione di specie aliene. 
Tuttavia, nel 2010 ha avuto luogo una campagna di ripopolamento, come lotta biologica contro le zanzare.

## Preparazione
Lessare le tinche ben pulite insieme a cipolla, sedano, carota e prezzemolo e poi filtrare il brodo.

Far rosolare un battuto di prezzemolo, basilico, aglio, cipolla e peperoncino in un tegame con olio.

Unire la bietola tritata e successivamente la tinca lessa tagliata a pezzi. Far insaporire, aggiungere il vino bianco secco e farlo evaporare.

Togliete la tinca, sfilettarla e passarla al passatutto con del fondo di cottura, poi rimettere la polpa ottenuta nel tegame. 

Aggiungete passata di pomodoro e i pomodori senza semi e far cuocere per una circa 20 minuti.

Aggiungere il riso, e cuocerlo aggiungendo il brodo di pesce poco a poco.
Aggiungere, se si desidera, prezzemolo fresco tritato.